# Gare de La Médettaz
La gare de La Médettaz est une gare ferroviaire située sur le territoire de la localité de La Médettaz, appartenant à la commune suisse de Salvan, dans le canton du Valais.

## Situation ferroviaire
Établie à 1 040 mètres d'altitude, la gare de La Médettaz est située au point kilométrique 10,12 de la ligne à écartement métrique de Martigny au Châtelard.
Elle est dotée d'une unique voie bordée par un quai latéral.

## Histoire
La gare de La Médettaz a été mise en service en 1906 avec le chemin de fer de Martigny au Châtelard,,.

## Service des voyageurs

### Accueil
Gare des TMR, elle est dotée d'un petit abri en bois.
La gare est accessible aux personnes à mobilité réduite.

### Desserte
La gare de La Médettaz est desservie toutes les heures par les trains Regio reliant Martigny à Vallorcine. En heure de pointe du soir, un train supplémentaire complète la cadence entre Martigny et le Châtelard-Frontière.

### Intermodalité
La gare n'est en correspondance avec aucune autre ligne de transports en commun.